# العلاقات البلغارية المولدوفية
العلاقات البلغارية المولدوفية هي العلاقات الثنائية التي تجمع بين بلغاريا ومولدوفا.

## مقارنة بين البلدين
هذه مقارنة عامة ومرجعية للدولتين:
| وجه المقارنة                                              | بلغاريا                                                                             | مولدوفا                           |
| --------------------------------------------------------- | ----------------------------------------------------------------------------------- | --------------------------------- |
| المساحة (كم2)                                             | 110.99 ألف                                                                          | 33.85 ألف                         |
| عدد السكان (نسمة)                                         | 7.08 مليون                                                                          | 2.55 مليون                        |
| الكثافة السكانية (ن./كم²)                                 | 63.79                                                                               | 75.33                             |
| العاصمة                                                   | صوفيا                                                                               | كيشيناو                           |
| اللغة الرسمية                                             | اللغة البلغارية                                                                     | اللغة المولدوفية، اللغة الرومانية |
| العملة                                                    | ليف بلغاري                                                                          | ليو مولدوفي                       |
| الناتج المحلي الإجمالي (بليون دولار)                      | 56.83 مليار                                                                         | 8.13 مليار                        |
| الناتج المحلي الإجمالي (تعادل القوة الشرائية) بليون دولار | 130.99 مليار                                                                        | 17.94 مليار                       |
| الناتج المحلي الإجمالي الاسمي للفرد دولار أمريكي          | 8.03 ألف                                                                            | 3.65 ألف                          |
| الناتج المحلي الإجمالي للفرد دولار أمريكي                 | 17.21 ألف                                                                           | 4.98 ألف                          |
| مؤشر التنمية البشرية                                      | 0.782                                                                               | 0.693                             |
| رمز المكالمات الدولي                                      | +359                                                                                | +373                              |
| رمز الإنترنت                                              | .bg، .бг ‏                                                                           | .md                               |
| المنطقة الزمنية                                           | ت ع م+02:00، ت ع م+03:00، أوروبا/صوفيا ‏، توقيت شرق أوروبا، توقيت شرق أوروبا الصيفي ‏ | ت ع م+02:00، ت ع م+03:00          |

## مدن متوأمة
في ما يلي قائمة باتفاقيات التوأمة بين مدن بلغارية ومولدوفية:
- ترتبط بلدية سموليان [الإنجليزية]‏ مع بالتسي باتفاقية توأمة منذ 1998.
- ترتبط زغرة الجديدة [الإنجليزية]‏ مع Taraclia [الإنجليزية]‏ باتفاقية توأمة.

## منظمات دولية مشتركة
يشترك البلدان في عضوية مجموعة من المنظمات الدولية، منها:
| علم المنظمة | اسم المنظمة                               | تاريخ انضمام بلغاريا | تاريخ انضمام مولدوفا |
| ----------- | ----------------------------------------- | -------------------- | -------------------- |
|             | وكالة ضمان الاستثمار متعدد الأطراف        | 23 سبتمبر 1992       | 9 يونيو 1993         |
|             | الأمم المتحدة                             | 14 ديسمبر 1955       | 2 مارس 1992          |
|             | الفريق المعني برصد الأرض                  | ?                    | ?                    |
|             | منظمة حظر الأسلحة الكيميائية              | ?                    | ?                    |
|             | منظمة التجارة العالمية                    | 1 ديسمبر 1996        | ?                    |
|             | منظمة الشرطة الجنائية الدولية             | ?                    | ?                    |
|             | منظمة الأمن والتعاون في أوروبا            | 25 يونيو 1973        | 30 يناير 1992        |
|             | يونسكو                                    | 17 مايو 1956         | 27 مايو 1992         |
|             | مجلس أوروبا                               | 7 مايو 1992          | ?                    |
|             | الاتحاد البريدي العالمي                   | ?                    | ?                    |
|             | البنك الدولي للإنشاء والتعمير             | 25 سبتمبر 1990       | 12 أغسطس 1992        |
|             | منظمة التعاون الاقتصادي للبحر الأسود      | ?                    | ?                    |
|             | الاتحاد الدولي للاتصالات                  | 18 سبتمبر 1880       | 20 أكتوبر 1992       |
|             | مؤسسة التمويل الدولية                     | 22 يوليو 1991        | 10 مارس 1995         |
|             | المنظمة الأوروبية لسلامة الملاحة الجوية   | 1997                 | 2000                 |
|             | المركز الدولي لتسوية المنازعات الاستشارية | 13 مايو 2001         | 4 يونيو 2011         |

## وصلات خارجية
- موقع وزارة الخارجية البلغارية
- موقع وزارة الخارجية المولدوفية